# Mogadore
Mogadore ist ein Village im US-Bundesstaat Ohio. Mogadore liegt im Südosten des Summit Countys, überschreitet aber mit einem kleineren Teil des Gemeindegebiets die Countygrenzen des Portage Countys. Es ist ein Vorort von Akron und statistisch ein Teil der Akron-Metropolregion. Laut der Volkszählung im Jahr 2000 betrug die Bevölkerungszahl 3893.

## Geschichte
Der erste Siedler auf dem Gebiet des heutigen Mogadore war Ariel Bradley. Er stammte aus Salisbury in Connecticut und war schon im Alter von neun Jahren im Amerikanischen Unabhängigkeitskrieg als Spion für die Truppen unter George Washington tätig gewesen. Bradley kam in die  Connecticut Western Reserve, um sich nach geeignetem Land umzusehen.  Er fand es in einem kleinen Tal mit großem Holzreichtum und einer Vielzahl von Quellen. Hier baute er 1807 ein Blockhaus auf einem  59 Hektar großen Grundstück, das ihn 335 Dollar gekostet hatte. Die in diesem Gebiet entstehende Siedlung wurde zuerst Bradleyville genannt, aber seit dem Jahr 1825 änderte sich der Name in Mogadore.
In Mogadore lag ein Bahnhof der Akron, Canton and Youngstown Railroad, die 1964 mit der Norfolk and Western Railroad zusammengelegt wurde. Viele Güter wurden hier verladen, im Zweiten Weltkrieg nutzte die Reifenfirma General Tire, heute im Besitz der Continental AG, diese Station für den Transport der für Militärfahrzeuge hergestellten Reifen. Das Eisenbahndepot aus dem Jahr 1900 wurde von der Mogadore Historical Society angekauft und auf einem eigenen Grundstück wiedererrichtet. Heute ist die nächstgelegene Eisenbahnstation in Akron.